# Bukovany (ort i Tjeckien, Södra Mähren)
Bukovany är en ort i Tjeckien.   Den ligger i regionen Södra Mähren, i den sydöstra delen av landet, 230 km sydost om huvudstaden Prag. Bukovany ligger 305 meter över havet och antalet invånare är 761.
Terrängen runt Bukovany är platt söderut, men norrut är den kuperad. Terrängen runt Bukovany sluttar söderut. Runt Bukovany är det ganska tätbefolkat, med 230 invånare per kvadratkilometer. Närmaste större samhälle är Kyjov, 3,9 km söder om Bukovany. Trakten runt Bukovany består till största delen av jordbruksmark.